# Jean-Delphin Alard
Jean-Delphin Alard (Baiona, Pirineus Atlàntics, 8 de març de 1815 - París, Illa de França, 22 de febrer de 1888) fou un cèlebre violinista francès.
Estudià en el Conservatori de París des de 1826 a 1830, per aquest temps fundà amb Auguste Franchomme i Charles Hallé una societat de música di camera, i després en fou professor, tenint entre els seus alumnes a Jean Becker, Jules Armingaud i Adolf Pollitzer, ensems compongué cinc llibres d'estudi, un Mètode de violí, duets, concerts, simfonies, fantasies, etc., sent molt notable la Simfonia per a dos violins, executada en el concurs de 1855. El 1850 fou condecorat amb la creu de la Legió d'Honor. La seva música, de gust clàssic, és molt selecta i expressiva.